# Bassopiano della Jacuzia centrale
Il bassopiano della Jacuzia centrale (in russo Центральноякутская равнина Central'nojakutskaja ravnina o Центральноякутская низменность, Central'nojakutskaja nizmennost'?) è una vasta zona pianeggiante o debolmente rilevata della Russia siberiana orientale, estesa nel territorio della Repubblica Autonoma della Jacuzia-Sacha, della quale occupa il settore centro-occidentale.
Si estende in una zona compresa fra il medio corso della Lena e il basso corso dei fiumi Viljuj e Aldan; è delimitata ad occidente dall'Altopiano della Siberia centrale, a meridione dall'Altopiano della Lena, a nordest dal lungo arco dei monti di Verchojansk.
L'intera zona ha una quota variabile, in media, fra 60 e 200 metri s.l.m., con punte di 300-400 in corrispondenza dei rilievi più elevati; è percorsa, oltre che dai tre maggiori fiumi sopra elencati (Lena, Aldan, Viljuj), anche da molti dei loro affluenti (fra i maggiori, Marcha, Tjung, Linde, Muna). Il cattivo drenaggio che caratterizza l'intera area provoca la formazione di zone paludose molto estese, quantomeno durante la stagione del disgelo.
Il clima è caratterizzato da escursioni termiche medie annue estreme; gli inverni sono gelidi (Jakutsk, ai margini meridionali, in gennaio ha una temperatura media, tra la minima e la massima, di -43 °C), mentre le estati sono decisamente miti se non calde, anche se relativamente brevi (nella stessa località le medie salgono a 19 °C a luglio). A causa della lunghezza e soprattutto l'estrema rigidità degli inverni, l'intera zona è interessata dal permafrost; la vegetazione è costituita dalla taiga, che però appare piuttosto stentata e dalla crescita lenta per ragioni climatiche ed edafiche.
Altra diretta conseguenza della rigidità climatica è il basso livello di popolamento; non esistono grandi città, eccettuata Jakutsk, e in molte zone la densità di popolamento scende molto vicina allo zero.